# 우주 기후

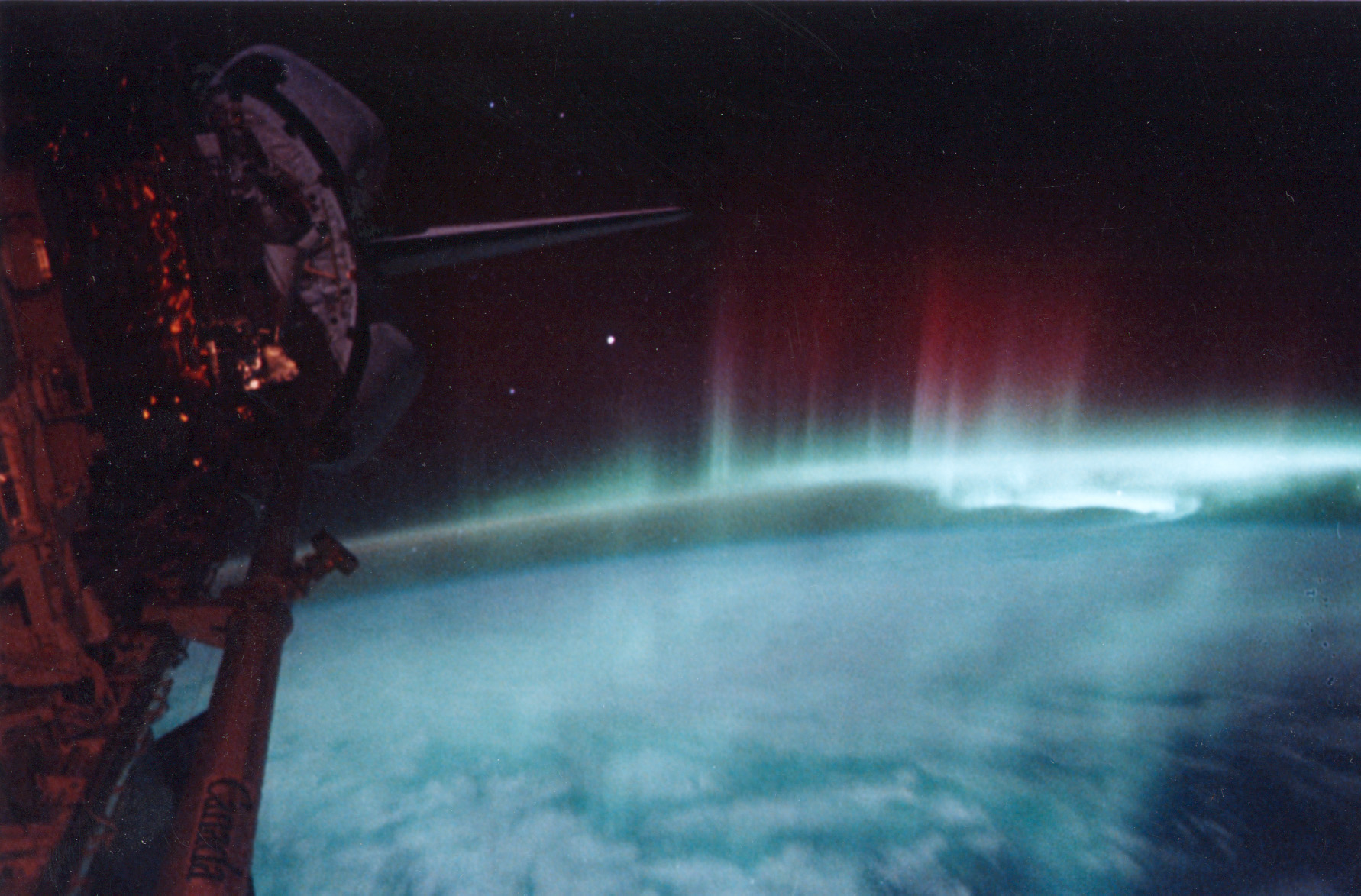
남극의 오로라(1991년 5월)

우주 기상(宇宙氣象, 영어: space weather)는 우주 공간의 변화하는 환경 조건을 부르는 말이다. 열권, 전리층, 자기권, 외기권 등의 지구 주위의 환경 역시 포함한다. 이는 행성 대기 내부의 기상과는 구분되며, 행성 또는 천체 주위의 플라즈마, 자기장, 복사 등과 관련된 현상을 다룬다. 우주 기상이라는 용어는 1950년대에 처음 사용되었으며 1990년대에 널리 퍼지게 되었다.

## 역사
1852년 천문학자이기도한 영국의 에드워드 사빈(Edward Sabine) 경은 지구에서 지자기폭풍이 발생할 확률이 태양의 흑점 수와 관계가 있다고 주장했다. 1859년 큰 지자기폭풍이 발생했고 유럽과 북아메리카 전역의 전신 시스템이 마비되었다. 리차드 캐링턴은 전날 태양의 흑점 무리에서 관측한 플레어와 폭풍을 연결하여 특정 사건이 지구에 영향을 줄 수 있음을 보였다.
크리스티안 비르켈란은 실험실에서 인공 오로라를 만들어 오로라를 설명하고 태양풍을 예측했다.

## 같이 보기
- 대기과학
- 지자기
- 태양권
- 코로나 질량 방출
- 자기권덮개
- 기상학
- 플라스마
- 상층대기 번개
- 우주 탐사
- 델린저 현상